# (7196) Baroni
(7196) Baroni (1994 BF) – planetoida z grupy pasa głównego asteroid okrążająca Słońce w ciągu 3,54 lat w średniej odległości 2,32 j.a. Odkryta 16 stycznia 1994 roku.